# Китай на зимних Олимпийских играх 2002
Китайская народная республика участвовала в зимних Олимпийских играх 2002, и завоевала восемь медалей.

## Медалисты
| Медаль  | Спортсмен                                    | Вид спорта       | Дисциплина               |
| ------- | -------------------------------------------- | ---------------- | ------------------------ |
| Золото  | Ян Ян (A)                                    | Шорт-трек        | Женщины, 500 м           |
| Золото  | Ян Ян (A)                                    | Шорт-трек        | Женщины, 1000 м          |
| Серебро | Ли Цзяцзюнь                                  | Шорт-трек        | Мужчины, 1500 м          |
| Серебро | Ян Ян (A) Ян Ян (S) Ван Чуньлу Сунь Даньдань | Шорт-трек        | Женщины, эстафета 3000 м |
| Бронза  | Ван Чуньлу                                   | Шорт-трек        | Женщины, 500 м           |
| Бронза  | Ян Ян (S)                                    | Шорт-трек        | Женщины, 1000 м          |
| Бронза  | Ли Цзяцзюнь Фэн Кай Го Вэй Ли Е Ань Юйлун    | Шорт-трек        | Мужчины, эстафета 5000 м |
| Бронза  | Шэнь Сюэ Чжао Хунбо                          | Фигурное катание | Спортивные пары          |